# Régiment de cavalerie de Quercy
Le régiment de cavalerie de Quercy, anciennement dénommé 5e régiment de chevau-légers est un régiment de cavalerie légère du royaume de France.

## Historique

### Formation
En 1776, une ordonnance royale décrète la formation des escadrons de chevau-légers, qui sont alors intégrés à différents régiments de cavalerie.
Par ordonnance du 29 janvier 1779, ces escadrons sont retirés de leurs régiments respectifs et fusionnés pour former six nouveaux régiments de chevau-légers, dans le but notamment de créer une nouvelle vague de promotions pour les officiers de cavalerie. 
Le 5e régiment de chevau-légers fut formé notamment de l'escadron de chevau-légers du régiment de cavalerie Royal-Normandie.

### Réforme
Les régiments de chevau-légers furent rapidement supprimés, et par ordonnance datée du 25 juillet 1784, les corps furent mutés en régiments de cavalerie. À cette date, le 5e régiment de chevau-légers devient le régiment de cavalerie de Quercy.

### Suppression
Le 15 mai 1788, le régiment est dissous avec le régiment des chasseurs du Gévaudan pour former le régiment de chasseurs de Normandie.

## Personnalités ayant appartenu au régiment
- Armand Jean d'Allonville
- Paul-Alexis Dubois, à partir du 28 mai 1779 jusqu'à sa dissolution